# Saskia Sassen
Saskia Sassen (L'Aia, 5 gennaio 1947) è una sociologa ed economista statunitense nota per le sue analisi sulla globalizzazione e i processi transnazionali. Il successo dei suoi libri l'ha resa rapidamente una delle autrici più citate negli studi sulla globalizzazione.
Secondo Sassen, la globalizzazione dell'economia, accompagnata dall'emergere di modelli di potere transnazionali, ha profondamente alterato il tessuto sociale, economico e politico degli stati-nazione, di vaste aree sovranazionali e, non da ultimo, delle città.

## Biografia
Nata all'Aia, nei Paesi Bassi, è cresciuta a Buenos Aires, dove i suoi genitori si trasferirono nel 1950. Ha trascorso una parte della sua gioventù anche in Italia. Dal 1966, ha frequentato per un anno l'Université de Poitiers, Francia, l'Università degli Studi di Roma "La Sapienza", e l'Universidad Nacional de Buenos Aires, studiando filosofia e scienze politiche. Dal 1969, Sassen ha studiato sociologia e economia all'Università di Notre Dame, Indiana, dove ha ottenuto rispettivamente un master (M.A.) e un dottorato (Ph.D.) nel 1971 e nel 1974.
Nel 1974, ha inoltre ottenuto un master (maîtrise) in filosofia dall'Università di Poitiers, Francia. Dopo avere ottenuto un post-dottorato al Center for International Affairs ad Harvard University, Sassen ha ottenuto varie posizioni accademiche sia negli Stati Uniti che in Europa. Dopo aver insegnato sociologia all'Università di Chicago, attualmente insegna alla Columbia University e alla London School of Economics. Moglie dello scrittore e sociologo Richard Sennett, dal 2 gennaio 2020 è, su specifico invito, membro del gruppo di studio e di ricerca “Giustizia penale italiana, europea e internazionale” dell’Iberojur, coordinato da Bruna Capparelli.

### La città globale
Sassen sviluppò il concetto di città globale nel suo saggio Le città nell'economia globale (Cities in a World Economy, 1994; edito in lingua italiana nel 2004). La "città globale" viene proposta come nuovo concetto teorico per studiare le città come luoghi di intersezione tra globale e locale. Nel suo saggio, Saskia Sassen dimostra come numerose metropoli mondiali si sono sviluppate all'interno di mercati transnazionali e hanno ormai più caratteri in comune tra loro che con i rispettivi contesti regionali o nazionali.
Le città globali sono quindi il centro di snodo per commerci, finanza, attività bancarie, innovazioni e sbocchi economici. New York, Tokyo, Londra, Seul, Pechino, Shanghai sono città connesse globalmente ma disconnesse localmente, fisicamente e socialmente, al punto che non ha più senso parlare di città.
Saskia Sassen ha certamente contribuito ad elaborare un quadro analitico e metodologico in grado di definire la città globale come una componente strategica dell'economia globale e in secondo luogo ad identificare territorialmente i processi di potere scaturiti dalla ristrutturazione economica. Un altro aspetto fondamentale nell'opera della Sassen è di aver indirizzato la sua ricerca verso le questioni di potere e della disuguaglianza sociale derivanti dai processi di globalizzazione.

### Network globali e attivismo
Nell'articolo A mano disarmata nelle metropoli pubblicato da il Manifesto e nell'Atlante di un'altra economia, Saskia Sassen spiega come le città e i territori urbani siano uno spazio sempre più adatto alla politica di quanto non sia più lo Stato. Nello spazio politico nazionale infatti gli "attori politici informali" - vedi anche il concetto di moltitudine sviluppato da Toni Negri e Michael Hardt - sono ridotti all'invisibilità, mentre lo spazio urbano offre loro una scena politica dove possono assumere visibilità attraverso le occupazioni, le manifestazioni per i diritti degli immigrati, le lotte per la casa o contro la precarizzazione del lavoro o la marcia del gay pride.
Inoltre queste città e i network di cui fanno parte facilitano le lotte globali, grazie anche alle tecnologie informatiche come internet, che hanno rafforzato la mappa urbana di questi network transnazionali. Secondo Saskia Sassen, quando queste forme di lotta si sviluppano nelle città globali, le possibilità politiche hanno un carattere ben diverso "perché questo tipo di città è di importanza strategica per il capitale globale".

## Opere
Tra le sue pubblicazioni recenti: Guests and Aliens (1999), Globalization and its Discontents (1998), 'Losing Control? Sovereignty in an Age of Globalization' (1996), 'Global networks, linked cities' (2002), 'Territory, Authority, Rights: From Medieval to Global Assemblages' (2006), 'Elements for a Sociology of Globalization' (2006) e la terza edizione di 'Cities in a world economy' (2006).
I libri di Saskia Sassen sono tradotti in molte lingue tra cui il Francese, Spagnolo, Giapponese, Cinese e Italiano. Fra i libri tradotti e pubblicati in Italia:
- Fuori controllo, Il Saggiatore, Milano, 1998;
- Le città globali, UTET, Torino, 1997
- Migranti, coloni, rifugiati. Dall'emigrazione di massa alla fortezza Europa, Feltrinelli, Milano, 1999 [4]
- Le città nell'economia globale, il Mulino, Bologna, 2004
- Globalizzati e scontenti, Il Saggiatore, Milano, 2002 [5]
- Una sociologia della globalizzazione, Piccola Biblioteca Einaudi, Torino, 2008, ISBN 88-061-9005-9
- Una città nell'economia globale, Il Mulino, 2010, ISBN 978-8815139504
- Espulsioni. Brutalità e complessità nell'economia globale, il Mulino, Bologna, 2015
- Scegliere, decidere, cambiare. Perché il mondo dimentica di fare, con prefazione di Saskia Sassen in Annamaria Rufino, Mimesis Editori, 2020, ISBN 978-88-5756-713-6